# Rondje Twente
Het Rondje Twente was een 180 km lange fietsroute gebaseerd op de LF-routes. De route bestond uit (delen van) de LF8, LF15 en LF14.
In 2020 zijn de LF8 en LF15 in het veld opgeruimd. Hiermee kwam ook een einde aan het Rondje Twente over LF-routes.